# Konrad Menet
Konrad Menet (* 29. Oktober 1836 in Gais AR; † 27. Dezember 1916 in St. Gallen; heimatberechtigt in Gais) war ein Schweizer Textilunternehmer und Konsul aus dem Kanton Appenzell Ausserrhoden.
Konrad Menet war ein Sohn des Sebastian Menet, Landwirt und Weber, und Anna Mösle. Nach einer kaufmännischen Lehre in der Firma von Bartholome Tanner, Stickereifabrikanten und Ratsherr, in St. Gallen wanderte er im Jahre 1859 nach Südamerika aus, um als Kaufmann zuerst in Buenos Aires (bis 1861) und dann in Montevideo zu arbeiten. Dort gründete er um 1869 die Textilhandelsfirma Menet & Cie. und heiratete 1871 Johanna Zürcher, geborene Tanner, die Tochter seines ehemaligen Chefs und Witwe des Rudolf Zürcher, Kaufmann. Aufgrund dieser Heirat wird sein Nachname auch als Menet-Tanner angegeben.
Als Vertreter seiner Firma kehrte er 1880 in die Schweiz zurück, nachdem er 1870 bis 1880 als Konsul in Uruguay eine bedeutende Rolle für die Schweizer Kolonie Nueva Helvecia spielte. Er ließ in St Gallen, wo er von 1884 bis 1898 als Bezirksrichter amtierte, die Villa Wiesental erbauen. Von 1899 bis 1912 war er Präsident der St.Galler Kantonalbank.